# Motywy LGBT w filmie
Motywy LGBT w filmie – filmy z tematyką LGBT, to filmy różnych gatunków, w których głównym lub znaczącym wątkiem jest temat homoseksualizmu lub biseksualizmu lub które poruszają problem tożsamości płci (transgenderyzm, transseksualizm). Twórcy filmów od lat korzystają z tematu orientacji seksualnych. Niżej przedstawiony tekst jest zasadniczo przeglądem kinematografii głównego nurtu, przeważnie popkulturowej, zajmującej się tą tematyką.
Pokrewnym zjawiskiem filmowym, ale funkcjonującym poza głównym nurtem filmowym jest new queer cinema, który omówiony został szczegółowo w odrębnym haśle. Niniejsze hasło nie dotyczy również filmów pornograficznych.

## Rys historyczny

### Początki kina

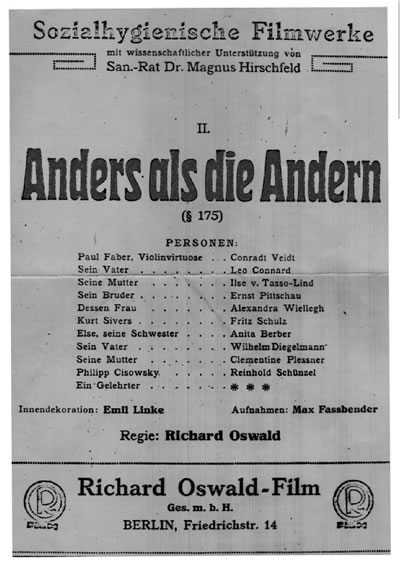
Plakat filmu Anders als die Andern z 1919 r.

1919: Inaczej niż inni (Anders als die Andern)

1927: Prawa miłości (Gesetze der Liebe)

Na początku istnienia sztuki filmowej wątki LGBT bardzo rzadko pojawiały się na ekranie. Jeżeli już, to w scenach komicznych lub w celu wywołania u widza żalu albo strachu. Za pierwszą znaną realizację filmową z motywem LGBT może być uważana prosta próbka operatorska, skatalogowana pod tytułem Dickson Experimental Sound Film, występująca w filmografiach również pod tytułem The Gay Brothers. Nakręcono ją pod koniec 1894 lub na początku 1895 r. w studiu Thomasa Edisona. Przedstawia ona tańczącą parę mężczyzn oraz Williama Kennedy’ego Dicksona, który gra im na skrzypcach piosenkę Song of the Cabin Boy. Orientacja seksualna przedstawionych mężczyzn jest przedmiotem spekulacji, dlatego kwestią sporną jest mówienie w przypadku tego filmu o motywie gejowskim.
Twórcy profesjonalnego kina tego okresu podejmowali próby kręcenia obrazów z wątkami LGBT jako głównymi wątkami filmu. W 1919 w Niemczech Richard Oswald nakręcił Inaczej niż inni (Anders als die Andern), fabularną historię szantażu i kryminalizacji osób o orientacji homoseksualnej. To pierwszy film ukazujący problematykę osób homoseksualnych, w dodatku z pozytywnym wydźwiękiem. Film znany jest również z tego, że wystąpił w nim Magnus Hirschfeld, prekursor seksuologii, grający samego siebie. Film przeszedł burzliwe dzieje: najpierw zabroniono jego projekcji, a w 1920 zniszczono kopie. Część materiału filmowego przetrwała w zbiorach Hirschfelda i została wmontowana do kolejnego filmu Prawa miłości. Również i ten film został po premierze zakazany i zniszczony. Jedną kopię wywieziono do Ukrainy, gdzie w latach 70. XX wieku odnaleziona została przez Muzeum Miejskie w Monachium. W 1931 r. Leontine Sagan nakręciła w Niemczech film Dziewczęta w mundurkach (Mädchen in Uniform), będący ekranizacją sztuki Christy Winsloe pt. Rycerz Narestan. Film opowiadał o nieszczęśliwej miłości uczennicy internatu do nauczycielki, a głównym przesłaniem tego obrazu była krytyka pruskiego systemu wychowania, będącego przyczyną licznych samobójstw wśród młodzieży.
W latach 20. motyw mężczyzn w strojach kobiecych był wykorzystywany w celu rozbawieniu widzów. Popularnym gagiem, szczególnie często stosowanym w masowo produkowanych wówczas niemych westernach, było umieszczanie zniewieściałego mężczyzny w środowisku typowo męskich bohaterów. Udźwiękowienie filmu przyniosło dodatkowe możliwości: zniewieściali mężczyźni mogli mówić zmanierowanymi i przesadnie wysokimi głosami. Te trzecioplanowe postacie pojawiały się na ekranie na krótko, nie wpływając znacząco na akcję. W musicalach przełomu lat 20. i 30. pojawił się również nowy typ bohatera: projektanta kostiumów o niepewnej seksualności. W jednym z filmów z Clarą Bow pojawił się nawet bar dla gejów.

### Lata 30-50. Czarne charaktery i unikanie tematu
1933: Królowa Krystyna (Queen Christina)

1937: Czy Lucyna to dziewczyna?

1936: Córka Draculi (Dracula’s Daughter)

1937: Książątko

1937: Niedorajda

1937: Piętro wyżej

1940: Rebeka (Rebecca)

1941: Sokół maltański (The Maltese Falcon)

1946: Iwan Groźny: Spisek Bojarów

1948: Sznur (Rope)

1951: Nieznajomi z pociągu (Strangers on a Train)

1954: Johnny Guitar

1958: Kotka na gorącym, blaszanym dachu

1959: Ben-Hur
W filmach z lat 30. zwykle śmiano się z przebranych za kobiety mężczyzn, tymczasem kobiety występujące w męskich strojach wzbudzały u widzów podziw i uwielbienie. Marlene Dietrich w Maroku z 1930 r., ubrana w męski, czarny frak, schodząc ze sceny, pocałowała w usta siedzącą przy stoliku kobietę. Greta Garbo i film Królowa Krystyna z 1933 r.: relacje między królową i jej pokojówką są oczywiste. Takie role nie wzbudzały już dużych kontrowersji. Sceny te, jawnie ukazujące odmienną seksualność w wykonaniu tak wielkich gwiazd, zapowiadały zmianę podejścia do tematu. Pojawiały się przy tym głosy obrońców prawa i moralności, którzy zaprotestowali przeciwko zbytniemu rozluźnieniu obyczajów, ale nie miało to szczególnego wpływu na widownię. Kres temu przyniosło zaostrzenie w Niemczech przepisów w paragrafie 175. Definitywnie ukróciło to podejmowanie tematyki LGBT w tym kraju.
Wydarzenia w Niemczech zbiegły się w czasie z wprowadzeniem w USA tzw. kodeksu Haysa powstałego w 1934 r. Wyraźnie zakazywał on przedstawiania jakichkolwiek związków homoseksualnych. Wykluczone zostały w scenach filmowych między innymi: namiętne pocałunki, lubieżne pozy, wulgarne uwodzenie, gwałty, prostytucja, handel żywym towarem, a sam homoseksualizm został określony mianem „seksualnej perwersji”. Na potrzeby filmu przez dwie dekady przerabiano oryginalne scenariusze, intrygi i bohaterów tak, aby sprostać temu wymaganiu. Scenariusz sztuki teatralnej The Lost Weekend o seksualnie nieokreślonym alkoholiku posłużył za kanwę filmu o scenarzyście, mającym kłopoty z alkoholem i blokadę twórczą. Powieść The Brick Foxhole, mówiąca o mordercy, którego ofiarami byli homoseksualiści, stała się pierwowzorem scenariusza do filmu o antysemityzmie. Zasady wprowadzone przez Haysa działały: z filmu Kotka na gorącym, blaszanym dachu (1958) Richarda Brooksa usunięto sugestie o biseksualnej orientacji bohatera.
Zupełnie inaczej wyglądała sytuacja z Ben-Hurem Williama Wylera z 1959 r. Otóż według scenarzysty Gore’a Vidala, zasugerował on Wylerowi umieszczenie w filmie delikatnych podtekstów homoseksualnych, które wyjaśniałyby motywy kierujące Messalą przy zdradzie Judy i jego rodziny. Ponieważ na dosłowne przedstawienie związku homoseksualnego, jaki miał mieć miejsce między Judą a Messalą w młodości, nie zezwalał kodeks Haysa, musiał być zasugerowany przez grę aktorów. Vidal miał przekonać Wylera do tego, by kierował w ten sposób Stephenem Boydem grającym Messalę, ale nic nie mówił o tym grającemu Judę Charltonowi Hestonowi, znanego ze swojej niechęci do homoseksualistów. Według Vidala efekt jego pomysłu widać w gotowym filmie. Zupełnie inaczej uważał Heston, według którego Vidal miał mały wpływ na ostateczny kształt filmu.
Zdarzało się jednak, że bohaterowie nosili jednak pewne cechy dotychczasowego wizerunku zniewieściałego mężczyzny – byli to zwykle złoczyńcy. Nie chodziło przy tym o celowe tworzenie negatywnych konotacji dla postaci homoseksualistów w celu zohydzenia ich społeczeństwu, a raczej o nadanie postaciom czarnych charakterów dodatkowego rysu demoniczności. Gloria Holden w filmie Córka Draculi i Peter Lorre w Sokole maltańskim rozpoczęli trend, w którym subtelne homoseksualne inklinacje negatywnych bohaterów mają za zadanie uczynienie ich bardziej złowieszczymi. Korzystano z negatywnego stereotypu istniejącego już w społeczeństwie, a tym samym wzmacniano ten stereotyp. Pojawia się typ bohatera filmowego określanego przez teoretyków w późniejszych pracach mianem „homo-potwór”.
W latach 40. i 50. negatywny bohater o rysach homoseksualnych pojawia się m.in. u Alfreda Hitchcocka w filmach Sznur i Nieznajomi z pociągu. W Rebece gospodyni przejawia seksualną fascynację zmarłą panią de Winter. Postacie te to nie są po prostu zbrodniarze, ale indywidua psychopatyczne. Lesbijki przedstawiane były albo jako silne „babo-chłopy”, androgyniczne więźniarki albo kobiety neurotyczne, co miało być ostrzeżeniem dla kobiet-widzów. Tragicznie kończyły również osoby o zachwianej tożsamości seksualnej, jak w filmie Johnny Guitar z 1954 r.
Treści homoerotyczne dostrzeżono w drugiej części Iwana Groźnego, „Spisek Bojarów” Siergieja Eisensteina z 1946 roku, które pojawiają się jako bezkonfliktowe i niewynikające bezpośrednio z fabuły. Zbyt widoczne podteksty homoseksualne mogły przyczynić się do opóźnienia dystrybucji filmu o ponad dziesięć lat. Wśród tancerzy zabawiających cara pojawia się jeden z jego zauszników przebrany za kobietę, co występowało w orientalnym folklorze, choćby jako Bacha Bazi i w ten sposób daje się usprawiedliwić. Portretowe ujęcia Eisensteina takie, jak choćby postać ułaskawionego zamachowca są jednak często niedwuznaczne.
Charakterystyczne dla lat 50. są też filmy z postacią tzw. „tomboya”, czyli dziewczyny chodzącej w spodniach, strzelającej i jeżdżącej konno, która dzięki miłości do mężczyzny odkrywa swą „prawdziwą” tożsamość. Przebrana już w sukienkę wkrótce poślubiała swojego wybranka, a z filmu wypływał oczywisty morał.

### Nowe trendy filmowe w dekadzie lat 60.
1960: Tysiąc talarów

1961: Smak miodu (A Taste of Honey)

1961: Niewiniątka (Children’s Hour)

1961: Victim

W roku 1960 z filmu Spartakus w reż. Stanleya Kubricka trzeba było wyciąć scenę, w której Antonius był uwodzony przez Crassusa (scena została przywrócona po latach w nowym wydaniu filmu, tzw. „wersji reżyserskiej”). W czasie, gdy amerykańscy filmowcy szukali sposobu na pozytywny wizerunek homoseksualisty, który mógłby przejść przez cenzurę, powiew nowego trendu napłynął z Wielkiej Brytanii. W 1961 r. zrealizowano tam film Victim. W główną rolę wcielił się Dirk Bogarde. Film przedstawia pierwszego homoseksualnego bohatera filmowego, który zarysowany został wbrew funkcjonującym wówczas stereotypom.
Film okazał się popularny i dochodowy, a amerykańscy filmowcy stanęli przed problemem konkurencji zza oceanu, gdzie w jasny, czytelny sposób zaczęto definiować problemy homoseksualizmu. Motyw finansowy skłonił producentów do konkluzji, że jedyną drogą ściągnięcia do kin większej liczby widzów jest poruszenie w filmach dojrzałych tematów i jednoznacznie formułowanie problemów. Na początku lat 60. kodeks Haysa zaczynał powoli tracić na ważności. Wciąż jednak ostatnim kategorycznie przestrzeganym zakazem było mówienie otwarcie o homoseksualizmie. Niebawem i to ostatnie tabu zostało złamane.
Otto Preminger był pierwszym, który tego dokonał, realizując film Burza nad Waszyngtonem (1962), w którym wprawdzie na drugim planie, ale jednak toczy się wątek szantażu wysoko postawionego urzędnika z powodu jego dawnego homoseksualnego romansu. Kolejnym obrazem były Niewiniątka w reżyserii Williama Wylera, w którym
dwie młode nauczycielki zostają posądzone o homoseksualny związek, co w społeczeństwie niezwykle negatywnie nastawionym, rujnuje ich życie. Role borykających się z brakiem akceptacji nauczycielek zagrały Shirley MacLaine i Audrey Hepburn.
Mimo zmiany optyki producentów i ostatecznego upadku cenzury w produkcjach hollywoodzkich, kwestie homoseksualizmu i biseksualizmu wciąż traktowane były jako coś wstydliwego, jak brudny sekret, który należy ukrywać, a postacie były zarysowane w płaski sposób. Osoby o odmiennej orientacji seksualnej przedstawiano jako jednostki nieszczęśliwe o samobójczych skłonnościach, które zwykle pod koniec fabuły podejmowały taką desperacką próbę.

### Lata 70. na tle powstającego ruchu walki o prawa LGBT
1970: Dzięcioł

1971: Znikający punkt (Vanishing Point)

1971: Ta przeklęta niedziela (Sunday Bloody Sunday)

1971: Kochankowie muzyki (The Music Lovers)

1971: To nie homoseksualista jest perwersyjny, ale...

1972: Gliniarz (Un flic)

1972: Kabaret (Cabaret)

1972: Gorzkie łzy Petry von Kant (Die bitteren...)

1974: A Very Natural Thing

1974: Czterdziestolatek (3 odc.)

1975: The Rocky Horror Picture Show

1975: Pieskie popołudnie

1976: Myjnia samochodowa (Car Wash)

1976: Sebastian (Sebastiane)

1976: Motylem jestem, czyli romans 40-latka

1977: Looking for Mr Goodbar

1978: Midnight Express

1978: Toń i Nieporozumienie

1978: Girl Friends

Rok 1969 po kilkudniowych zamieszkach pod Stonewall Inn w Nowym Jorku, przyniósł początek światowego ruchu Gay Liberation. Głośne i otwarte podejmowanie tematu odmienności seksualnej wpłynęło na opinię publiczną nie tylko w Stanach Zjednoczonych. Równolegle dochodziły wówczas do głosu poglądy pacyfistyczne i hipisowska subkultura. Nie pozostało to bez wpływu na kinematografię.
W 1970 r. powstał film, w którym homoseksualni bohaterowie zostali przedstawieni w nowy sposób. Był to The Boys in the Band. Jego fabuła opowiada, jak paczka gejów urządza przyjęcie urodzinowe dla jednego z nich. Pokazano poczucie wspólnoty i nie była to już historia o nieszczęśliwych samotnikach. Mimo że, jak oceniano, humor filmu był w kiepskim guście, to jednak postacie tworzą grupę świadomych gejów i przedstawiono ich na pierwszym planie. Po tym filmie coraz częściej pojawiali się oni na ekranie, a ich sylwetki zaczęły być wyraźnie zarysowane. Stopniowo zaczęły powstawać filmy, dzięki którym następowała równowaga w portretowaniu postaci o odmiennej orientacji seksualnej.
Pierwszym filmem, który pokazywał homoseksualizm w sposób zupełnie abstrahujący od ocen, był Kabaret w reż. Boba Fosse z 1972 r. Film osadzony jest w realiach niemieckiej bohemy lat 30. oraz ówczesnej swobody obyczajowej i seksualnej, którą podkreśla umieszczony w fabule biseksualny romans między trójką głównych bohaterów. Orientacja seksualna nie jest tu dla nikogo problemem, a bohaterowie żyją w całkowitej swobodzie, bez uprzedzeń i krępujących zasad. W zmierzch czasów artystycznego Berlina i epoki dekadenckiego fin du siècle wkracza narodowy socjalizm, które wnet zmienią i ten aspekt życia.
W 1974 r. powstał A Very Natural Thing: w fabule były student seminarium duchownego szuka szczęścia w miłości i stałego związku. W oskarowym Pieskim popołudniu (Dog Day Afternoon) z 1975 r. głównym bohaterem jest biseksualny złodziej (grany przez nominowanego do Oskara Ala Pacino), który napada na bank, aby zdobyć pieniądze na operację zmiany płci swojego partnera. W filmie pojawia się na krótko społeczność gejowska, a wątek biseksualizmu głównego bohatera potraktowano w wielkim, jak na tamte czasy, taktem. Film Myjnia samochodowa (Car Wash) z 1976 r. uważany jest za wyjątkowo autentycznie przedstawiający Amerykę lat 70.: wśród pracowników myjni jest gej, przedstawiony pozytywnie, a to, kim jest, nie stanowi żadnego problemu ani dla niego, ani dla otoczenia. Kolejne filmy: 1975 – The Rocky Horror Picture Show, obraz o ambiwalencji seksualnej, 1978 – Girl Friends, przedstawiający przyjaźń i miłość między trzema kobietami. Geje, lesbijki i osoby transseksualne coraz częściej pojawiali się w filmach.
Otwarte prezentowanie tej tematyki oznaczało również nieskrępowaną krytykę, a czasem również agresję – filmowy gej okazywał się również przestępcą, psychopatą, dziwakiem lub obiektem kpin. W Znikającym punkcie (1971) dwóch gejów przedstawiono karykaturalnie, a odstręczający widzów morderca będący drag queen zostaje zabity. W Gliniarzu z 1972 r. stróż prawa nie ma skrupułów: zakochanego w nim transseksualistę można poniżać i brutalnie pobić, a po wykorzystaniu jako informatora „wywalić TO do rynsztoka”. Pogarda dla osób o odmiennej orientacji seksualnej ma tu podkreślić „męskość” głównego bohatera filmu konkurującego w tym względzie ze swoim przeciwnikiem, przestępcą. Looking for Mr Goodbar (1977) podtrzymuje stereotyp homoseksualnych mężczyzn jako przebierających się za kobiety facetów, a morderca-psychopata okazuje się tu homoseksualistą. Podobnie jest w Zadaniu specjalnym (Cruising) Williama Friedkina (1980), który wywołał wiele kontrowersji i przyczynił się do fali uprzedzeń.
Produkcje hollywoodzkich pozostawały przy tym na stanowisku konserwatywnym, gdyż nadal zdarzało się tam usuwanie lub łagodzenie w fabule wątków homoseksualnych, co zdarzało się nawet w latach 90. W nakręconym w 1978 r. przez Alana Parkera Midnight Express usunięto wątek gejowski obecny w oryginalnym scenariuszu Olivera Stone’a. Smażone zielone pomidory z 1991 r. – książka Fanny Flag mówiła otwarcie o związku erotycznym dwóch kobiet, ale film opowiadał już tylko o wieloletniej przyjaźni między bohaterkami. Podobnie było z późniejszym Kolorem purpury Stevena Spielberga z 1982 r.
Od lat 70. tematyka LGBT była nie tylko podejmowana sporadycznie, ale z całym spektrum przedstawiana w filmowych produkcjach amerykańskich i europejskich. Otwarcie się kina na tę tematykę oznaczało również wystawienie jej na krytykę.

### Dekada lat 80. Film wobec AIDS
1980: Can’t Stop the Music

1980: By Design

1980: Windows

1980: Kontrakt

1981: The Fan

1982: Querelle

1982: Framed Youth: The Revenge of the Teenage...

1982: Kochać się (Making Love)

1982: Inne spojrzenie (Egymásra nézve)

1983: Kyokon densetsu : utsukushii nazo (Beautiful Mystery)

1983: Nadzór

1984: Chłopiec z zatoki (The Bay Boy)

1984: Trylogia Terence’a Daviesa

1985: Kolor purpury (The Color Purple)

1985: The Angelic Conversation

1985: Pocałunek kobiety pająka

1985: Moja piękna pralnia (My Beautiful Laundrette)

1985: Pułkownik Redl (Oberst Redl)

1985: Paradygmat

1985: Pustynia serca

1986: Caravaggio

1986: Parting Glances

1986: Westler: East of the Wall

1987: Nadstaw uszu (Prick Up Your Ears)

1987: Maurycy

1988: Trylogia miłosna (Torch Song Trilogy)

1989: Coming Out

W dekadzie tej pojawia się coraz więcej filmów zajmujących się tematyką LGBT i podejmujących skomplikowane tematy. Do takich filmów można zaliczyć Can’t Stop the Music Nancy Walker z 1980 r., rozgrywający się w Greenwich Village w Nowym Jorku w środowisku artystycznym. Z tego samego roku kanadyjski By Design Claude Jutra, w którym dwie projektantki mody postanawiają mieć dziecko i poszukują ochotnika na ojca.
Były też produkcje nieudane. W 1982 r. nakręcono Kochać się w reż. Arthura Hillera. W zamyśle scenarzysty film miał stać się przełomem, bowiem film pokazywał żonatego mężczyznę, który zdał sobie sprawę, iż jest gejem. Przy tym nie był to ani dziwak, ani artysta, lecz przedstawiciel WASP. Obaj odtwórcy głównych ról (Michael Ontkean i Harry Hamlin) obawiali się, że granie geja zrujnuje im karierę (w filmie nakręcono scenę pocałunku dwóch kochanków). Twórcy wydawali się zażenowani tematem, co odbiło się na poziomie artystycznym, a publiczność nie zaakceptowała filmu.
W Wielkiej Brytanii od lat 70. tworzył Derek Jarman, który otwarcie traktował homoseksualizm jako filmowe credo. Jego najbardziej znane obrazy powstały w latach 80. The Angelic Conversation z 1985 r. to obraz złożony z sonetów Williama Shakespeare’a, w którego twórczości Jarman odnajdywał motywy homoerotyczne. Fabuła filmu Caravaggio z 1986 opiera się o biografię Michelangelo Merisi da Caravaggio i biseksualny trójkąt uczuć. Do początku lat 90. powstawały jego kolejne filmy, w których homoseksualne biografie Edwarda II i Ludwiga Wittgensteina potraktowane dość swobodnie, są pretekstem do przedstawienia własnych przemyśleń filozoficznych i ideologicznych artysty. Filmografię Dereka Jarmana zamyka Blue z 1993 r. będący artystycznym testamentem reżysera, który rok później zmarł na AIDS.
Problem homoseksualizmu w pozytywnym świetle ujęty został przez Jamesa Ivory w nagrodzonym w 1987 r. na festiwalu w Wenecji nastrojowym obrazie Maurycy. Fabuła filmu oparta na powieści brytyjskiego pisarza Edwarda Morgana Forstera pod tym samym tytułem to historia platonicznej miłości dwóch przyjaciół żyjących we wrogiej homoseksualistom Anglii początku XX wieku. Tytułowy bohater przechodzi długą drogę do szczęścia w zgodzie z własną naturą, jego przyjaciel (grany przez Hugh Granta) w obawie o utratę pozycji społecznej wybiera bezpieczne małżeństwo.
W latach 80. powstała ponownie seria obrazów filmowych przedstawiających stronniczo LGBT jako psychopatów: w The Fan Edwarda Bianchi z 1981, gej-fan mści się na idolu za odrzucone uczucie, w Windows Gordona Willisa z 1980 r., psychopatyczna lesbijka-morderczyni prześladuje heteroseksualną bohaterkę. Zdarzały się filmy w których gesty homoseksualne przedstawiane były jako obraźliwe, jak np. w filmach A View from the Bridge i Thunderbolt and Lightfoot. Nie są to filmy mówiące o gejach, a pocałunek złożony na ustach mężczyzny przez innego mężczyznę jest tu wyrazem agresji i pogardy. W filmografii dekady można zauważyć reperkusje związane z epidemią AIDS, za powstanie której opinia publiczna lat 80. obwiniała środowisko osób homoseksualnych.

### Popularne kino lat 90. i dekady początku wieku
1990: Europa, Europa

1990: Tongues Untied

1990: Paryż płonie (Paris Is Burning)

1990: Zapovezená láska

1991: Edward II

1991: Moje własne Idaho (My Own Private Idaho)

1991: Smażone zielone pomidory

1991: The Hours and Times

1991: Young Soul Rebels

1991: Virdžina

1992: Flaming Ears

1992: Khush

1992: The Living End

1992: Swoon

1992: Dla zapomnianego żołnierza

1992: Gra pozorów (The Crying Game)

1992: Orlando

1992: Sublokatorka (Single White Female)

1992: Nagi instynkt (Basic Instinct)

1992: Dzikie noce (Les nuits fauves)

1992: Ich bin meine eigene Frau

1993: Wittgenstein

1993: Blue

1993: Filadelfia (Philadelphia)

1993: Przyjęcie weselne (The Wedding Banquet)

1993: Trzy serca (Three of Hearts)

1994: Before Stonewall

1994: Piętno

1994: Dzikie trzciny (Les roseaux sauvages)

1994: Glitterbug

1994: Ksiądz (Priest)

1994: Trzej bracia (Three Dancing Slaves)

1994: Pocztówki z Ameryki (Postcards from America)

1994: Cztery wesela i pogrzeb (Four Weddings and...)

1994: Priscilla, królowa pustyni

1994: Niebiańskie stworzenia (Heavenly Creatures)

1994: Ich troje (Threesome)

1994: Tacy jak my (The Sum of Us)

1994: Not Angels, but Angels

1995: Całkowite zaćmienie (Total Eclipse)

1995: Carrington

1995: Stonewall

1995: Zapiski koszykarza (Basketball Diaries)

1995: Pocałunki i drapania (Csókkal és körömmel)

1995: Dupa z marmuru (Dupe od mramora)

1996: Body Without Soul

1996: Urok wszeteczny

1996: Pułapka z celuloidu (The Celluloid Closet)

1996: Prawdziwi faceci (Regular Guys)

1996: Klatka dla ptaków (The Birdcage)

1996: Lilie (Lilies – Les feluettes)

1996: Zabójczy kondom

1996: Szeptem (Šeptej)

1996: Wspaniała rzecz (Beautiful Thing)

1996: 100% čistá láska – Vášeň (100% čistá...)

1997: Defying Gravity

1997: Donikąd (Nowhere)

1997: Happy Together (Cheun gwong tsa sit)

1997: Latin Boys Go to Hell

1997: Mężczyzna, którego kocham (L’Homme que j’aime)

1997: Wilde. Historia pisarza

1997: Mandragora

1997: Wiszący ogród (The Hanging Garden)

1997: W pogoni za Amy (Chasing Amy)

1997: Mój chłopak się żeni (My Best Friend’s Wedding)

1997: Licencja na zabijanie (Licensed to Kill)

1997: Lepiej być nie może (As Good as It Gets)

1998: Billy’s Hollywood Screen Kiss

1998: Bogowie i potwory (Gods and Monsters)

1998: Edge of Seventeen

1998: Fucking Åmål

1998: Head On

1998: Idol (Velvet Goldmine)

1998: Like It Is

1998: Przygody Sebastiana Cole

1998: Happiness

1998: Sypialnie i przedsionki (Bedrooms and Hallways)

1998: Love Is the Devil. Szkic do portretu Fr. Bacona

1998: Taxi

1998: Sztuka wysublimowanej fotografii (High Art)

1998: Zejdź na ziemię (Get Real)

1999: Aimee i Jaguar (Aimée und Jaguar)

1999: After Stonewall

1999: Floating

1999: Nie czas na łzy (Boys Dont Cry)

1999: Queer as Folk (serial brytyjski)

1999: Cheerleaderka (But I’m a Cheerleader)

1999: Wszystko o mojej matce (Todo Sobre Mi Madre)

1999: Trik

1999: Straightman

2000: Gdyby ściany mogły mówić 2 (If These Walls Could Talk 2)

2000: Kobieta na topie (Woman on Top)

2000: Queer as Folk (serial amerykański)

2000: Chodzi po prostu o miłość

2000: Liga złamanych serc (The Broken Hearts Club)

2000: Ognisko (Kampvuur)

2000: Paragraf 175 (Paragraph 175)

2000: The Journey of Jared Price

2000: Prawie nic (Presque rien)

2000: Ucieczki w mrok (Fleeing by Night)

2000: Urbania

2000: Wspólny mianownik (Common Ground)

2000: Zanim zapadnie noc (Before Night Falls)

2000: Nincsen nekem vágyam semmi

2000: Fantom

2000: Hanna i jej bracia (Hana a jej bratia)

2001: All Over the Guy

2001: Cal do szczęścia (Hedwig and the Angry Inch)

2001: Okrążenie (Circuit)

2001: Lan Yu

2001: The Fluffer

2001: L.I.E.

2001: Drżąc przed Bogiem (Trembling before G-d)

2001: Raz na wozie, raz pod wozem (En kort en lang)

2002: Luster (Blask)

2002: Projekt Laramie (The Laramie Project)

2002: The Trip

2002: Yossi & Jagger

2002: Godziny (The Hours)

2002: Fundamenty rodziny (Family Fundamentals)

2002: Nietolerancja – Ivan (Netrpeljivost – Ivan)

2002: Żyć szybko, umierać młodo (The Rules of...)

2002: Miłe martwe dziewczyny (Fine mrtve djevojke)

2002: Strażnik pogranicza (Varuh Meje)

2003: 200 American

2003: Anioły w Ameryce (Angels in America)

2003: Kowboje i anioły

2003: Dni ostatnie (Latter Days)

2003: Dorian Blues

2003: Mała Brytania (Little Britain)

2003: Monster

2003: Kurczak (The Mudge Boy)

2003: Nie zapomnisz mnie (Gone, But Not Forgotten)

2003: Siedem przystanków na drodze do raju

2003: Piękny bokser (Beautiful Boxer)

2003: Różowa fretka (A Ròzsaszín görény)

2004: 24 dzień (The 24th Day)

2004: Eating Out

2004: Ethan Mao

2004: Fabryka zła (Napola – Elite für den Führer)

2004: W zamknięciu (Locked Up)

2004: Głupi chłopak (Garçon stupide)

2004: Gra w różowe (Touch of Pink)

2004: Harry + Max

2004: Juste un peu de réconfort... (A little Comfort)

2004: Miłość w myślach (Was nützt die Liebe in...)

2004: Zły dotyk (Mysterious Skin)

2004: Aleksander (Alexander))

2004: Słowo na L (The L Word)

2004: Sideline Secrets

2004: Dom na krańcu świata (A Home at the End...)

2004: Letnia burza (Sommersturm)

2004: Sugar

2004: Złe wychowanie (La Mala Educacion)

2004: Supper Man

2004: Diši duboko

2005: Adam i Steve (Adam & Steve)

2005: Capote

2005: Clara Sheller

2005: Czas, który pozostał (Le temps qui reste)

2005: Go West

2005: Gry weselne (Imagine Me & You)

2005: Homo Father

2005: Hotel Dante (Dante’s Cove)

2005: Kochankowie z Marony

2005: Loggerheads

2005: Miłość do ukrycia (Un amour à taire)

2005: Obnażyć prawdę (Third Man Out)

2005: Śniadanie na Plutonie (Breakfast on Pluto)

2005: Tajemnica Brokeback Mountain (Brokeback Mountain)

2005: Transamerica

2005: Trzecia płeć (Navarasa)

2005: Z niezwykłym okrucieństwem (Cruel and Unusual)

2006: 46-okunen no koi (4.6 Billion Years of Love)

2006: Córka botanika (Les filles du botaniste)

2006: Kolejny gejowski film (Another Gay Movie)

2006: Maple Palm

2006: Niebezpieczne związki (Legaturi Bolnavicioase)

2006: Polskie Stonewall

2006: The Conrad Boys

2007: A Jihad for Love

2007: Buziaczki (Pusinky)

2007: Miłość i inne nieszczęścia (Love and Other...)

2007: Shelter

2007: Świadkowie (Les témoins)

2008: Powrót do Brideshead

2008: Ssang-hwa-jeom (A Frozen Flower)

2009: Braterstwo (Broderskab)

2009: Oczy szeroko otwarte (Einayim Pkuhot)

2009: Dźwięki ciszy (Soundless Wind Chime)

2014: Kraina burz (Land of Storms)

2015: Fatalny układ (Soft Lad)

2015: Pożegnanie (Departure)

2016: Moonlight

2016: Serce z kamienia

2017: Piękny kraj

2017: Tamte dni, tamte noce
Począwszy od lat 90. XX w., gdy w życiu publicznym zaczyna być dostrzegalna tzw. poprawność polityczna, w światowym kinie tematyka związana z LGBT nie wzbudza już zaciekłych protestów i nie jest obiektem restrykcji. Zauważyć należy przy tym, że Hollywood pozostało przy swoim tradycyjnie konserwatywnym poglądem i generalnie unikało tematu, bardziej jednak z obaw przed ryzykiem finansowym produkcji filmowej, niż ze względu na purytańskie postawy.

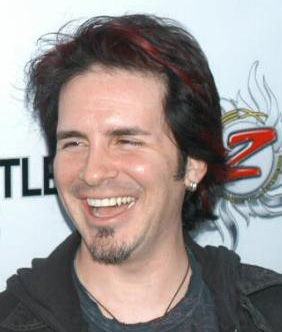
Hal Sparks odtwórca głównej roli w kultowym amerykańskim serialu Queer as Folk

Począwszy od tego okresu, filmach można znaleźć mnóstwo przykładów postaci LGBT. Nie ogranicza ich ani gatunek filmowy, ani konwencja filmowa. Mimo że trudno w tym przypadku o wyciąganie generalnych wniosków, jednak można zauważyć, że LGBT raczej nie są postaciami z filmów akcji. Bez problemu są przy tym umieszczani w innych popularnych produkcjach: komediach romantycznych, dramatach, filmach obyczajowych, thrillerach czy filmach psychologicznych. Postacie LGBT wkraczały do gatunków głównego nurtu jednak stopniowo, pokonując kolejne bariery, nie bez wzbudzania sensacji. Ksiądz (Priest) w 1994 r. przełamał tabu duchownego-homoseksualisty, w 1999 r. geje trafili po raz pierwszy do popularnego serialu komediowego: dziesięcioodcinkowy Queer as Folk zrealizowano najpierw w Wielkiej Brytanii, a po sukcesie komercyjnym również w USA pod tym samym tytułem. Po nich powstawały kolejne seriale: Anioły w Ameryce i Mała Brytania w 2003, The L Word w 2004.
Lata 90. wyraźnie zaznaczył sukces w 1993 r. filmu Filadelfia z rolą Toma Hanksa jako chorego na AIDS młodego adwokata, który walczy o swoją godność z wielką korporacją prawniczą. Rolę partnera głównego bohatera powierzono Antonio Banderasowi. Film wzruszał publiczność i jak żaden inny dotąd w historii kina, miał wpływ na zmianę stereotypowej opinii na temat osób homoseksualnych oraz zwrócił uwagę widzów na problem dyskryminacji chorych na AIDS.
Gejowska miłość w filmie nie jest już niczym niezwykłym. Powstają romanse filmowe i komedie romantyczne, których bohaterami są dwaj chłopcy lub dwie dziewczyny. Pokazują fakt zakochania się ich w sobie, jako coś zwyczajnego i oczywistego, a przy tym niezwykłego w swej przypadkowości i pięknego. Tak jest w filmie Trik (1999) opowiadającym lekko i z wdziękiem o miłości w wielkim mieście. W Dniach ostatnich (2003) wielkomiejskiego hulakę i młodego mormońskiego misjonarza zetknął ze sobą głupi zakład, a spotkanie odmienia ich obu. Film zrealizowano jak klasykę gatunku komedii romantycznej: jest zabawna intryga, są przeszkody wyrastające na drodze miłości, dramat rozstania, szczęśliwe zbiegi okoliczności, a na końcu mimo wszystko happy end i krzepiący morał. Izraelski Yossi & Jagger z 2002 r. bez skrępowania i z sympatią opowiada o romansie dwóch żołnierzy stacjonujących na granicy z Libanem wplatając w historię uniwersalne antywojenne przesłanie.
Kino współczesne nie unika też tematów kontrowersyjnych; np. w L.I.E. (2001) Michaela Cuesty i w Happiness (1998) Todda Solondza mowa jest o homoseksualnej pedofilii.
Na tle amerykańskich produkcji interesująco prezentują się filmy twórców francuskich i brytyjskich. Filmy te cechują się naturalnością w pokazywaniu uczuć i wrażliwością na tematykę LGBT już od lat 80. Konserwatywna i tradycyjna Wielka Brytania jest miejscem narodzin anarchistycznego buntu lat 80. i licznych subkultur. Gay right movement był jego częścią, co spowodowało zaakceptowanie tematyki LGBT również w filmie. Do najbardziej znanych filmów brytyjskich należą Carrington w reż. Christophera Hamptona z 1995 r. o pisarzu-homoseksualiście, czy Nadstaw uszu Stephena Frearsa, Maurycy Jamesa Ivory z 1987 r. Do rangi kultowego urósł brytyjski film Wspaniała rzecz z 1996 r. w reż. Hettie MacDonald będący zupełnie prostą opowieścią o dwóch nastolatkach z londyńskiego Greenwich.
We francuskim kinie zwraca uwagę twórczość André Téchiné, który z wdziękiem przedstawia homoseksualnych bohaterów począwszy od filmu Dzikie trzciny traktującym o młodzieńczych dylematach licealistów, aż po obraz Świadkowie, w którym z namysłem i dojrzałością rozlicza całą dwudziestoletnią „epokę AIDS”.

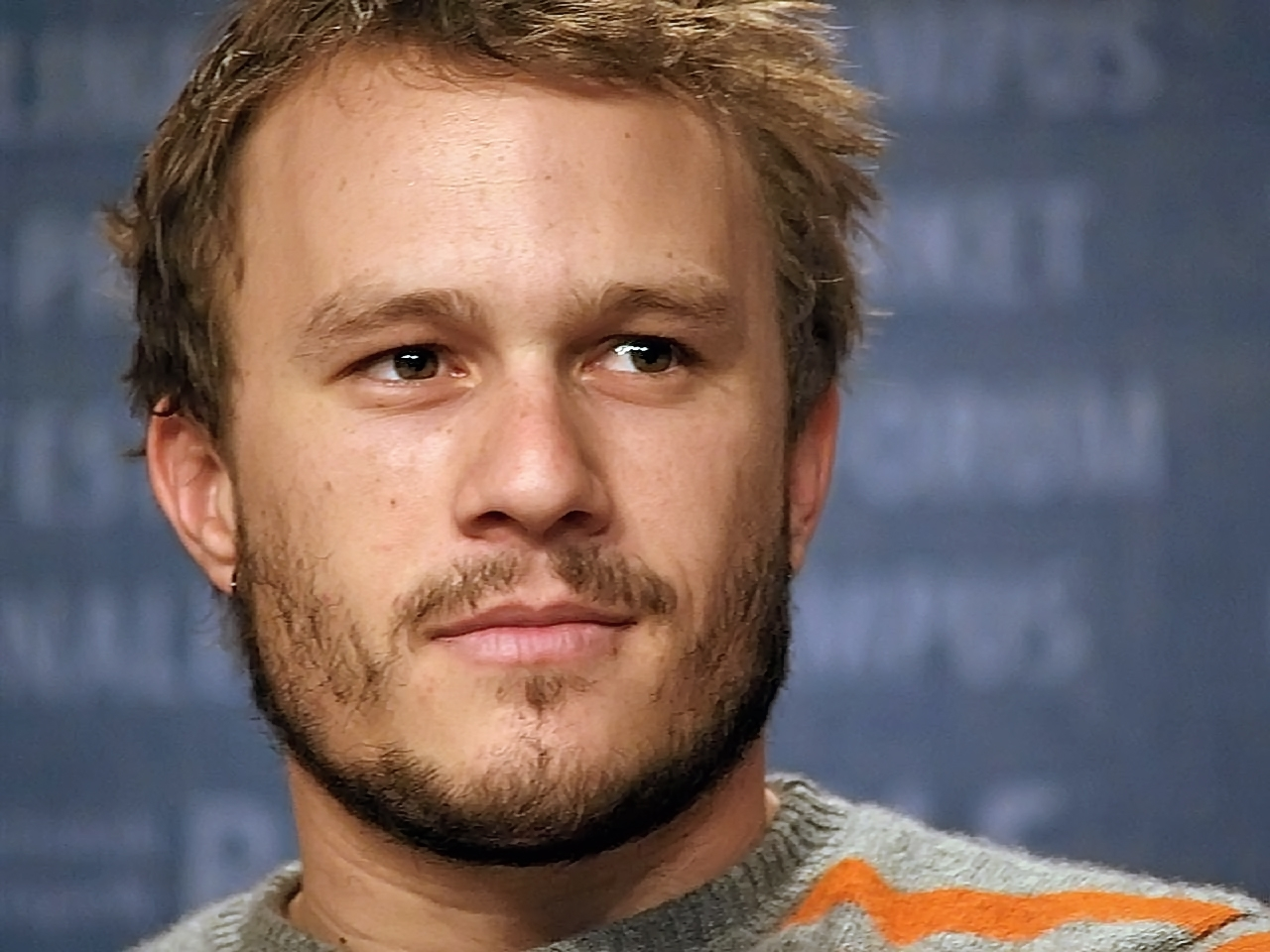
Heath Ledger, odtwórca głównej roli w Tajemnica Brokeback Mountain

W dekadzie początku wieku jak dotąd najgłośniejszym echem odbiły się dwie produkcje, które miały swoje premiery w 2005 r. Pierwszy z nich to Aleksander, w którym przedstawiono biseksualizm Aleksandra Macedońskiego. Drugim przypadkiem był wielki sukces kinowy Tajemnicy Brokeback Mountain, opowieści o skrywanej miłości dwóch kowbojów (filmowi wróżono w trakcie produkcji klapę, a aktorom odradzano granie ról gejów). W 2006 r. również wytwórnie z Hollywood dostrzegły potencjał tzw. gejowskiego kina, a krytycy filmowi mówili wręcz o „wysypie” homoseksualnych bohaterów na wielkim ekranie.
Filmy z motywem LGBT we współczesnym kinie budzą ciągle kontrowersje. Jednak dzięki dużej różnorodności i wielowymiarowości przedstawianych postaci przyczyniły się do odmitologizowania tematu oraz pokonania stereotypu. Odnotowano pierwsze postacie LGBT w popularnych serialach i operach mydlanych – w jednym z nich w amerykańskim As the World Turns w 2007 r. pojawił się po raz pierwszy gejowski pocałunek.

### New queer cinema i kino offowe
New queer cinema (NQC) to bardzo specyficzny nurt w kinematografii, którego najbardziej owocny okres przypadł na lata 90. XX wieku. Do twórców nurtu zalicza się takich filmowców jak Derek Jarman, Todd Haynes, Isaac Julien, Tom Kalin czy Pratibhy Parmar. Filmy queer otwarcie przyjmują cechę nazwaną „spojrzeniem queerowym”, manifestującym się przez bezpośrednie odniesienia do nieheteroseksualnej publiczności i prezentowanie materiału seksualnie jasnego i oczywistego. Co ważne – filmy queer nie starają się ukazywać samych pozytywów i podkreślać wyjątkowości odmienności seksualnej. NQC zajmuje się odmiennością (nie tylko seksualną), ale wypowiada się przeciw zamkniętym społecznościom.
Klasycznymi filmami tego nurtu są: The Hours and Times (1991) Christophera Muncha, The Living End (1992) Gregga Arakiego, Edward II (1991) Dereka Jarmana, Khush Pratibhy Parmar, Flaming Ears (1992) Angeli Hans Scheirl i Ursuli Puerrer, Tongues Untied (1990) Marlona Riggsa, Young Soul Rebels (1991) Isaaca Juliena. Wszystkie powstały na początku lat 90. i zdefiniowały NQC.
Jednym z najbardziej kontrowersyjnych filmów należących NQC jest Swoon w reż. Toma Kalina z 1992 r. Fabuła opisuje głośną sprawę dwóch młodych homoseksualistów, pochodzących z dobrych rodzin żydowskich, którzy w 1923 r. zamordowali 14-letniego chłopca z sąsiedztwa. Sądzeni byli za morderstwo, ale społecznie napiętnowani zostali także za swoją orientację homoseksualną i żydowskie korzenie. W dobie politycznej poprawności film wywołał oburzenie, również w środowiskach gejowskich. Przesłaniem filmu jest spostrzeżenie, że każdy człowiek, obojętnie jakiej orientacji, pochodzenia, czy religii, może stać się zbrodniarzem. Ukazuje również jak łatwo, jako ludzie, utożsamiamy „inność” ze „złem”.
Jedną z kluczowych kwestii kina queerowego jest pytanie o tożsamość. Co buduje naszą seksualność: płeć czy rasa? Czy jest ona dziełem świata zewnętrznego, czy naszym własnym? Filmowcy badają formowanie się tożsamości bohatera w rzeczywistości, w której zmuszony jest ją ukrywać lub staje się ona powodem piętnowania go. Obraz filmowy jest tu spojrzeniem na tę sytuację od wewnątrz. Przykładem takiego filmu jest Paryż płonie, ukazujący na transseksualnych mężczyzn i drag queens z punktu widzenia lesbijki. Film ten to obraz subwersyjny, podkopujący wszelkie normy. Pokazuje umowność ról społecznych, sztuczność i kruchość jakiejkolwiek tożsamości, stawiając tezę, że to, kim jesteśmy dla świata, to tylko kwestia tego, za kogo się przebierzemy.
New queer cinema zajmie się również androgynią i niedookreśleniem płci, tak jak w Idolu z 1998 r. Todd Haynes budując fabułę na życiu gwiazd glam rocka z lat 70. takich jak David Bowie, Iggy Pop i Lou Reed przedstawił opowieść o ambiwalencji seksualnej.
Kino NQC ma jeszcze jedną charakterystyczną cechę: jest głosem osób LGBT, upominającym się o prawo do godności i istnienia. W tym duchu zrealizowany został m.in. The Meeting of Two Queens Cecili Barrigi, zmontowany z fragmentów filmów z Gretą Garbo i Marlene Dietrich, które mają tu szansę zakochać się w sobie. Podobnie Edward II Dereka Jarmana. Historia jak z teatru elżbietańskiego: król Edward II i jego ulubieniec Gaveston kochają się, a cały świat jest przeciwko nim. Gaveston pochodzi z plebsu i to również jest niegodne dla królewskiego dworu. Dodatkowo reżyser miesza historię ze współczesnością: stroje bohaterów są XX-wieczne, a w obronie pary kochanków występują bojówki anarchistyczne ścierające się z uzbrojonymi policjantami. Zestawienie przeszłości z teraźniejszością zgrzyta, ale niesie ze sobą przekaz: to, co już było, dzieje się i dziś, mechanizmy piętnowania istnieją wciąż i zawsze są takie same. Tę strategię mieszania czasu i przypominania stosuje Jarman w innych filmach sięgających po biografie: Caravaggio (kalkulator i maszyna do pisania wśród XVI-wiecznej scenografii), Wittgenstein (spotkanie z kosmitą). Mówi przy tym jasno, że są to biografie homoseksualistów i nie ma powodu, żeby to ukrywać. To samo mówił John Maybury realizując Love Is the Devil. Szkic do portretu Francisa Bacona.

## Cztery sposoby przestawiania postaci w kinie głównego nurtu
We współczesnych filmach podejmujących tematykę LGBT, których nie ogranicza cenzura, można wyróżnić kilka typowych sposobów przedstawienia postaci o odmiennej orientacji seksualnej. Poniższy podział dotyczy tylko filmów głównego, popularnego nurtu, do którego nie należą te zaliczane do new queer cinema (bazujące na swoistej estetyce i formie wyrazu) oraz produkcje offowe, kręcone dla zamkniętego grona odbiorców. Oczywiście podział ten jest pewnym uproszczeniem, abstrahującym od głównego tematu, gatunku filmowego i planu, na którym umieszczono omawianą postać.

### Postacie poszukujące
Jednym ze sposobów pokazywania osób homo- i biseksualnych jest pokazywanie ich jako postaci „poszukujących”, mających problemy z określeniem swojej seksualności. Jednym z ich głównych problemów jest próba odpowiedzi na pytanie o drogę, którą chcą iść, o miłość, jakiej naprawdę pragną, o życie, które muszą sobie ułożyć. Bohaterowie nie czują się ograniczeni własną seksualnością, typowy jest też dla nich początkowy brak jednoznacznego określenia podstawowych priorytetów oraz wartości, eksperymentowanie z własnym życiem. Proces identyfikacji seksualnej jest często burzliwy, czasem kończy się związkiem heteroseksualnym.
Tego typu postacie odnaleźć można między innymi w W pogoni za Amy, Ich troje, Trzy serca, Sztuka wysublimowanej fotografii, Henry i June, czy Gra pozorów.

### Najlepszy przyjaciel / przyjaciółka
Filmowy gej lub transwestyta bywa portretowany jako „najlepszy przyjaciel kobiety”: można mu się ze wszystkiego zwierzyć i jest gotowy nieść pomoc w jakiejś ekstremalnej sytuacji, w którą wpadnie główna bohaterka, często samotna i nieszczęśliwa kobieta. Typowym przykładem jest Sublokatorka. Często taki typ postaci znajdziemy w filmach Pedra Almodóvara. Ten sposób portretowania osób homoseksualnych wynika z przeświadczenia, jakie kształtuje się w świadomości heteroseksualnych kobiet, dla których gej może być dobrym kumplem lub przyjacielem (Mój chłopak się żeni), tym subtelnym, wrażliwym i atrakcyjnym mężczyzną, który „lepiej rozumie kobietę”. Postać homoseksualna bywa osadzana w roli artysty: fotografa, malarza lub stylisty, czyli w rolach niejako charakterystycznych dla kobiet. Gej i transwestyta są też „bezpieczni”: nie będą zamieniać przyjaźni w związek erotyczny, więc z takim przyjacielem/przyjaciółką dziewczyna może spokojnie wynająć wspólne mieszkanie, jak w romantycznych filmach Kobieta na topie, Dni ostatnie oraz Miłość i inne nieszczęścia. Typowym gejem-przyjacielem jest Tom w popularnej komedii romantycznej Dziennik Bridget Jones i jej kontynuacji, W pogoni za rozumem. We francuskim serialu Clara Sheller taki układ przyjacielski jest głównym wątkiem fabuły, a przyjaźń z gejem dla tytułowej bohaterki okazuje się być na końcu najbardziej trwałym i istotnym związkiem emocjonalnym.

### Prostytucja
Innym eksploatowanym wątkiem jest „męska prostytucja”. Można ją znaleźć w filmach Moje własne Idaho czy Zapiski koszykarza. Wykorzystywanie seksualnych upodobań staje się dla bohatera koniecznością i sposobem na przetrwanie w przerażającej rzeczywistości. Brud i upodlenie bohaterów uprawiających seks w toaletach, sceny z podstarzałymi mężczyznami, którzy szukają „towarów” – wszystko to ukazuje moralny upadek, jednak nie tych, którzy się sprostytuowali, lecz tych, którzy im płacą. Rozgrywają się dramaty wrażliwych ludzi, którzy za swoją inność, nadwrażliwość i nieprzystosowanie płacą wysoką cenę, tak jak w opartym na faktach filmie Mandragora, opowiadającym o prostytucji wśród czeskich nastolatków.

### Zdeklarowani
W dużej części obrazów filmowych występują postacie osób homoseksualnych i transseksualnych, które nie mają problemów ze swoją identyfikacją seksualną i akceptują swoją odmienność. Bywają jednak umieszczani w sytuacjach traumatycznych, sprawiających, że muszą borykać się z problemami. Może to dotyczyć np. konfliktu oczekiwań otoczenia z postępowaniem i potrzebami bohatera (Nie czas na łzy). Często na drodze stają im normy społeczne i uwarunkowania kulturowe (Przyjęcie weselne, Ksiądz). Bywa też, że w pewnym momencie bohater musi na nowo przeanalizować życie i ponownie poszukać odpowiedzi na podstawowe dylematy: „dlaczego?”, „kim jestem naprawdę?”, „czy muszę taki być?”. Równie często stawia się bohaterów wobec ostracyzmu społecznego, wyizolowania, samotności, tęsknoty lub potrzeby uczucia, czasem niemożliwego do spełnienia w rzeczywistości, w jakiej się znajdują. Bywa też, że w wyniku śmiertelnej choroby umierają (Filadelfia, Dzikie noce). Są jednak portretowani zwykle tak, by wzbudzić u widza sympatię i udowodnić, że są takimi samymi ludźmi jak wszyscy inni, choć bardziej wrażliwymi, którzy muszą walczyć nie tylko z uprzedzeniami społecznymi, ale również z targającymi ich wewnętrznymi sprzecznościami i konfliktami.

## Kinematografia azjatycka
| - Służąca - Twoje imię wyryte jest we mnie - Blue - Boys Love - Boys Love 2 - Piękny bokser - Tabu - Lan Yu - Ucieczki w mrok - Córka botanika - Wieczne lato - Happy Together - Trzecia płeć - To właśnie przyjaźń - Road Movie - Love my life - Ogień - When Kiran Met Karen - Dźwięki ciszy - Ci qing - The Shortest Distance Is Round - Athlete - Coming Out - Two Weddings and a Funeral - White Night - Tropical Night - Black Summer - Present Still Perfect - Schody życzeń 2: Memento Mori - Otwórz mi drzwi | - Ashamed - In My End Is My Beginning - Love, in between - Spider Lilies - Piao Lang Qing Chun - The Substitute - Fish and Elephant - For Love, We Can - Does The Flower Blossom? - Goodbye Mother - Formula 17 - His - Amphetamine - Permanent Residence - Silhouette of Your Voice - In Between Seasons - Wschodzi Pałac, Zachodni Pałac - Między nocą i dniem - Seven Days: Monday – Thursday - Seven Days: Friday – Sunday - Red Wine in the Dark Night - Nocny lot - Fathers - No Touching At All - Water Boyy The Movie - My Fair Son - Thirty Years of Adonis - One Summer Night |

## Kinematografie krajów byłego bloku wschodniego

### Bośnia i Hercegowina
- Go West – komediodramat wojenny 2005, w reż. Ahmed Imamović. Film opowiada o wojnie domowej w Sarajewie i dwóch gejach, z których jeden jest bośniackim muzułmaninem, a drugi Serbem, chcących przedostać się do gay-friendly Holandii. Uciekają przed wojną, która ich oddziela i przed społecznym odrzuceniem. Film był ostro atakowany przez media i polityków w kraju, doczekał się wielu projekcji zagranicą.

### Chorwacja
- Fine mrtve djevojke (Miłe martwe dziewczyny) – dramat, thriller 2002, reż. Dalibor Matanić. Dwie dziewczyny wynajmują mieszkanie w Zagrzebiu. Okazuje się, że budynek zamieszkują indywidua jak z horroru – aborcjonista z synem niemową; kobieta dręczona przez prymitywnego męża; mężczyzna ukrywający w mieszkaniu zwłoki żony, aby odbierać jej emeryturę; weteran wojenny cierpiący na stres pourazowy, prostytutka alkoholiczka i młodzieniec znęcający się nad Cyganami. Prawdziwy horror rozpoczyna się, gdy lokatorzy odkrywają, że dziewczyny są lesbijkami.

### Czechy
- Zapovezená láska – dokumentalny, krótkometrażowy 1990, reż. Vladislav Kvasnicka. Dokumentalne spojrzenie na homoseksualizm w Czechosłowacji, kraj właśnie zaczynający rozumieć, że około 750 000 jego obywateli jest gejami i lesbijkami. Poprzez osobiste rozmowy z gejami, działaczami o prawa gejów i krzyczącymi homofobami, reżyser stworzył film, który przedstawił naiwność początków ruchu społecznego oraz chłodne spojrzenie na kulturę ich przeciwników.
- Not Angels, but Angels – film dokumentalny 1994, reż. Wiktor Grodecki. Film o chłopięcej prostytucji w Pradze. Ekonomiczny boom i niedawno uzyskana wolność polityczna Czech ściągają do pięknego miasta turystów, również tych, którzy szukają seksualnych przygód. Młodzi ludzie, którym imponują zachodnie standardy konsumpcji, chcą szybko zdobyć pieniądze i łatwo wpadają w najstarszy zawód świata.
- Tělo bez duše (Ciało bez duszy) – film dokumentalny 1996, reż. Wiktor Grodecki. Traktuje o prostytucji wśród 15-, 18-letnich chłopców w Pradze.
- Mandragora – dramat psychologiczny 1997, reż. Wiktor Grodecki. Fabularna kontynuacja tematu z filmu dokumentalnego Ciało bez duszy. Opowiada o młodym uciekinierze, który na praskich ulicach wplątuje się w narkomanię i prostytucję.
- Šeptej (Szeptem) – film obyczajowy 1996, reż. David Ondříček. Obraz praskich dzieci ulicy generacji X. Szesnastoletnia Anna ucieka z domu rodzinnego na prowincji i autostopem dostaje się do Pragi, gdzie poznaje gang nastolatków. Wciąga się w narkotyki, wspólne włóczenie się po mieście, „clubbing” i „partying”. Anna zakochuje się w homoseksualiście Filipie.
- Pusinky (Buziaczki) – film obyczajowy 2007, reż. Karin Babinská. Film o wakacjach, podróży, przyjaźni i dorastaniu. Bohaterkami są trzy nastoletnie przyjaciółki, które u progu dorosłości odbywają wspólną podróż do Holandii. Dołącza do nich nieproszony gość: młodszy, 14-letni brat jednej z nich. To pierwszy czeski film poruszający w otwarcie tematykę lesbijską[12].

### NRD
- Nicht der Homosexuelle ist pervers, sondern die Situation, in der er lebt (To nie homoseksualista jest perwersyjny, ale sytuacja, w której żyje) – dramat obyczajowy 1971, reż. Rosa von Praunheim. Młody chłopak z prowincji przyjeżdża do Berlina i trafia do gejowskiej komuny. Rozdyskutowani bohaterowie przekonują siebie, aby porzucić powierzchowne życie i założyć organizację polityczną, która mogłaby upominać się o ich prawa.
- Die bitteren Tränen der Petra von Kant (Gorzkie łzy Petry von Kant) – dramat obyczajowy 1972, reż. Rainer Werner Fassbinder. Film ten to opowieść o związku trzech kobiet: sławnej projektantki mody Petry von Kant, jej kochanki Karin oraz asystentki Petry, niemal niewolniczo jej oddanej Marlene. Film uważany jest za traktat o wolności kobiet w miłości.
- Westler: East of the Wall – dramat obyczajowy 1986, reż. Wieland Speck. Chłopak z Berlina Zachodniego zakochuje się w chłopaku z Berlina Wschodniego podczas wycieczki. Straż graniczna nabiera podejrzeń, gdy Berlińczyk z Zachodu zaczyna częściej przyjeżdżać. Chłopcy planują wspólną ucieczkę za oddzielający ich mur.
- Coming Out – dramat obyczajowy 1989, reż. Heiner Carow. To pierwszy filmowy coming out we wschodnich Niemczech traktujący otwarcie o kwestiach gejowskich. Philipp jest gejem i nauczycielem w żeńskiej szkole średniej. Udaje mu się zachować pozory „normalności”. Pewnej nocy „przez przypadek” natyka się na gejowski bar, w którym spotyka młodego mężczyznę i zakochuje się w nim. Miłość zmienia go, dzięki czemu przestanie bać się stawić czoła rzeczywistości i zaakceptuje siebie takim, jakim jest.
- Ich bin meine eigene Frau – film dokumentalny 1992, reż. Rosa von Praunheim. Autentyczna historia życia Charlotty von Mahlsdorf, najbardziej znanego transwestyty we Wschodnich Niemczech, który stał się symbolem odwagi i idealizmu we wschodnioniemieckiej rzeczywistości lesbijek i gejów.

### Węgry
- Egymásra nézve (Inne spojrzenie) – dramat społeczny 1982, reż. Károly Makk. Historia romansu dwóch kobiet, walki o własną tożsamość i wolność poglądów w rzeczywistości po rewolucji 1956 r.
- Redl ezredes (Pułkownik Redl) – dramat historyczny 1985, reż. István Szabó. Historia Alfreda Redla, człowieka dręczonego brakiem samoakceptacji i koszmarami dzieciństwa spędzonego w ubóstwie, nie pogodzonego z własnym homoseksualizmem, cierpiącego z powodu kompleksu odrzucenia. W obronie własnej godności podejmuje walkę pnąc się po wojskowych szczeblach kariery imperium habsburskiego.
- Csókkal és körömmel (Pocałunki i zadrapania) – dramat filmowy 1995, reż. Szomjas György.
- Nincsen nekem vágyam semmi – dramat obyczajowy 2000, reż. Kornél Mundruczó. Bruno jest ukrytym młodym biseksualistą żyjącym na węgierskiej wsi ze swoją dziewczyną Mari. Bruno ma brata Ringo, który jest gejem. Obaj potajemnie prowadzą podejrzane interesy i włamują się rabując mieszkania w pobliskim wielkim mieście.
- A Ròzsaszín görény (Różowa fretka) – komedia kryminalna 2003, reż. Katrin Kremmler. Zniknęła młoda sekretarz stanu znana z homofobicznych wypowiedzi. Detektywi przypuszczają, że została uprowadzona przez mafię lesbijek, ale okazuje się, że cała sytuacja jest bardziej skomplikowana.

### Rumunia
- Legaturi Bolnavicioase (Niebezpieczne związki) – dramat obyczajowy 2006, reż. Tudor Giurgiu. Dwie rumuńskie studentki zakochują się w sobie. Kiki pochodzi z Bukaresztu – jest pewna siebie i beztroska. Alex przyjechała z małej wioski i jest raczej nieśmiała i delikatna. Historia dojrzewania emocjonalnego obu bohaterek wobec pojawiających się komplikacji miłosnych.

### Słowacja
- Hana a jej bratia (Hana a její bratři, Hanna i jej bracia) – komedia obyczajowa 2000, reż. Vladimier Adasek. To pogodna i liryczna opowieść rozgrywająca się w środowisku miejskim. Fabuła poprowadzona jest dwutorowo. Jeden wątek tworzą wydarzenia, mające miejsce w kabarecie, drugi zaś to perypetie licznej rodziny głównego bohatera Martina. Każdy z bohaterów tej historii ma swoje problemy i rozwiązuje je na swój własny sposób. Martin, oplątany siecią skomplikowanych związków, poszukuje kogoś, kto będzie go rozumiał.
- 100% čistá láska – Vášeň (100% czysta miłość II – Pasja) – dramat obyczajowy 1996, reż. Vladimir Adasek. Ten film to rodzaj psychoseksualnego kryminału. Jest też ironicznym filmem o kręceniu filmu. Sam reżyser gra w nim główną rolę, ukazując siebie tak, jak chcieliby widzieć homoseksualistów homofobiczni heterycy – jako opętanego seksem ekscentrycznego przebierańca, stawiającego spektakl ponad życie, często zresztą mylącego te dwa światy[13].
- Supper Man – dramat obyczajowy 2004, reż. Albert Vlk. Akcja filmu rozgrywa się we współczesnej Bratysławie i pokazuje nastoletniego Rolanda, który właśnie przechodzi swój coming out. Film pokazuje ograniczenie umysłowe i konserwatyzm jego rodziców, którzy nie są w stanie zaakceptować homoseksualizmu syna. Roland jest zagubiony i samotny a kiedy ostatecznie poznaje kogoś, ucieka z domu. Rodzice umieszczają Rolanda w sanatorium, w którym mają nadzieję wyleczyć syna.

### Słowenia
- Varuh Meje (Strażnik pogranicza) – dramat, thriller 2002, reż. Maja Weiss. Wakacyjny spływ kajakowy trzech dziewczyn przemienia się w koszmarną podróż. Okazuje się, że granica między Słowenią a Chorwacją, to również granica między tym co dozwolone i zabronione.

### Jugosławia i Serbia
- Dupe od mramora (Dupa z marmuru) – dramat wojenny 1995, reż. Želimir Žilnik. Na przedmieściu Belgradu mieszkają razem transwestyta i prostytutka. Do fabuły wkracza uzbrojony i agresywny żołnierz, którzy niedawno wrócił z walk na froncie Bośniackim. Film antywojenny: „make love, no war”.
- Virdžina – historyczny dramat obyczajowy 1991, reż. Srđan Karanović. Pod koniec XIX wieku w serbskiej wiosce położonej nad Adriatykiem panuje przekonanie, iż brak syna w rodzinie nie wróży najlepiej, a takie rodziny uważa się za wyklęte. Film jest opowieścią o dziewczynie, tytułowej Virdžinie, która została zmuszona do bycia chłopcem.
- Netrpeljivost – Ivan (Nietolerancja – Ivan) – film dokumentalny 2002, reż. Marko Popović. 20-letni student z Belgradu, który zmaga się z homofobią w domu i w akademiku, a którego matka oświadczyła, że wolałaby syna gwałciciela lub podpalacza niż homoseksualistę. W końcu ucieka z kraju ze strachu przed otwartą agresją strażników „normalności”.
- Diši duboko – dramat obyczajowy 2004, reż. Dragan Marinković. Sasa, studentka prawa, zamierza ze swoim chłopakiem wyprowadzić się do Kanady. Tej samej nocy oboje mają wypadek samochodowy. Pojawiają się komplikacje rodzinne, a Sasa angażuje się w miłosną relację z siostrą swojego chłopaka.

## Motywy LGBT w polskim kinie

### Okres międzywojenny
W polskiej kinematografii okresu międzywojennego konwencja filmowa nie pozwalała na zajmowanie się takimi tematami. Za to filmowe komedie tamtego okresu z upodobaniem wykorzystywały formułę qui pro quo, czyli zabawnej zamiany ról. W filmie Czy Lucyna to dziewczyna? w reż. Juliusza Gardana z 1934 r. w rolę mężczyzny, inżyniera, wchodzi tytułowa bohaterka. Damskie i męskie przebieranki znajdziemy też w filmach Książątko, Niedorajda i Piętro wyżej z 1937 r. Żaden z nich nie wyszedł jednak poza formę gagu, co więcej: zamiany ról podkreślały wyraźnie tradycyjne role społeczne.

### PRL między Gruzą a Zanussim
W historii czterdziestu lat polskiej kinematografii powojennej doliczono się 35 postaci o odmiennej seksualności, z czego 1/3 to postacie epizodyczne. Mimo niewątpliwego dorobku artystycznego filmu polskiego tamtego okresu, nie zrealizowano żadnego filmu o tematyce LGBT, który dorównywałby filmom kręconym wówczas w Europie zachodniej i USA. Nie zajęła się nim ani polska szkoła filmowa, ani kino moralnego niepokoju, mimo deklaratywnego wyczulenia na trudne tematy i osobiste przeżycia.
Chociaż kontakty homoseksualne w Polsce przestały być przestępstwem w 1932 roku, to w okresie Polskiej Rzeczypospolitej Ludowej problematyka LGBT była łączona wyłącznie z kwestiami związanymi z więziennictwem, przestępczością lub dewiacją. Pojawiała się w refleksji społecznej tylko w negatywnych i bardzo degradujących konotacjach. Do połowy lat 70. nawet w publicystyce nie pojawiał się ten temat stanowiąc jeden z tzw. „problemów przemilczanych” podobnie jak np. alkoholizm i narkomania. Wyjątkami są dwa krótkometrażowe filmy z 1978 r.: Toń w reż. Jana Bułaka oraz Nieporozumienie Piotra Majdrowicza, sytuujące się jednak w obszarze kina amatorskiego i zupełnie nieznane szerszej publiczności.
Odnotowuje się, że pierwszym powojennym filmem, w którym występuje homoseksualna postać to film Ojciec z 1967 r. w reżyserii Jerzego Hoffmana – Józef Kondrat zagrał w nim starego mężczyznę, który spotkawszy w parku licealistę próbuje zaprosić go do swojego domu. Odnotowuje się przy tym, że pewne odniesienia można już znaleźć w jednym z filmów z 1960 – Wiesław Gołas zagrał „przegiętego” prowadzącego pokaz mody w komedii Tysiąc talarów w reż. Stanisława Wohla. W polskich filmach okresu PRL osoba homoseksualna to najczęściej postać tragiczna, psychopata lub „śmieszny przerywnik”. W Zaklętych rewirach z 1975 r. jest nim homoseksualny baron, bywalec restauracji, do którego cyniczni koledzy posyłają młodego kelnera. Podobne postacie pojawiają się w epizodach w Wielkiej majówce, Porze na czarownice i w Sprawie Gorgonowej. Karykaturalne postacie pojawiają się w filmie Seszele z 1990 r. w reż. Bogusława Lindy i w Co lubią tygrysy (1989) Krzysztofa Nowaka – tu Michał Juszczakiewicz w roli biseksualisty preferującego damską garderobę. Postacie te są przywoływane także, aby wywołać strach lub odrazę:
- Krzyk (1982) Barbary Sass – homoseksualistę gra Krzysztof Pieczyński jako pielęgniarz z domu starców, który odpłatnie świadczy usługi seksualne władczemu i antypatycznemu Nowickiemu (Stanisław Igar),
- Ballada o Januszku (1988) Henryka Bielskiego – tu Marek Barbasiewicz wcielił się w rolę wychowawcy w poprawczaku, który wykorzystuje swoich podopiecznych,
- Zakład (1990) Teresy Kotlarczyk – skłonności homoseksualne wykazują tu pensjonariusze zakładu poprawczego.

Postacie, w których dostrzegano w geju zwyczajnego mężczyznę, a nie mężczyznę zniewieściałego lub „zwyrodnialca” są wyjątkiem w regule. Takie postacie pojawiają się w pierwszej części miniserialu Trzy młyny z 1984 r. w reż. Jerzego Domaradzkiego (adaptacja opowiadania Młyn nad Utratą Iwaszkiewicza) – tu koneser sztuki Karol (Jerzy Zelnik) zakochuje się w młodym Julianie (Jan Jankowski). Z pewną dozą sympatii pokazana jest na drugim planie para lesbijek-więźniarek w Nadzorze nakręconym przez Wiesława Saniewskiego w 1983 r.
W filmach Jerzego Gruzy geje są przedstawieni jako karykaturalni i namolni faceci z podmalowanymi oczami jak w Czterdziestolatku czy Motylem jestem... (w tych rolach Wojciech Pszoniak i Bohdan Łazuka). W Dzięciole (1970) podobną postać gra Wiesław Michnikowski, który plącze się w filmie jako zniewieściały mężczyzna w płaszczyku w scenie sondy ulicznej, wodzi oczami (tu niepodmalowanymi) za głównym bohaterem, wcina się do rozmowy i zaczepia. Jest jeszcze żart w scenie z głównym bohaterem, który zgubił swojego synka w teatrze: „Szukam mojego chłopca” – pyta bohater portiera w teatrze, a ten odpowiada: „Wyjście dla baletu jest z tyłu”. Podobnym stereotypom schlebiała rola Malinowskiego grana przez Wiesława Gołasa w filmie Nie ma róży bez ognia (1974) Stanisława Barei. Malinowski to zniewieściały kombinator mieszkaniowy, którego przekręty lokalowe nakręcają całą intrygę. Postać ta przywędrowała na ekran ze skeczu Gołasa w kabarecie Dudek (tam była ona jeszcze bardziej przerysowana). Ten sam filmowy stereotyp znajdziemy w krótkometrażowej etiudzie filmowej Romana Polańskiego pt. Gdy spadają anioły (PWSTTviF 1959). Dwaj zniewieściali kochankowie (w tych rolach Ryszard Filipski i przyszły reżyser Andrzej Kostenko) aranżują sobie randkę w kabinie szaletu miejskiego.
U Krzysztofa Zanussiego homoseksualizm rzadko pojawia się w otwarty sposób, a jeżeli już, to są to postacie wręcz odstręczające i patologiczne, o jednoznacznie negatywnej kwalifikacji moralnej. W filmie Kontrakt z 1980 r. grupa „ciot z baletu” bawi się hałaśliwie w prominenckiej wilii, w Paradygmacie z 1985 zamożny fabrykant upokarza młodego studenta teologii, każąc mu spuścić spodnie, odwrócić się i pochylić, sugerując zamiar gwałtu. W Gdzieśkolwiek jest, jeśliś jest... (1987) pojawia się sfabrykowane zdjęcie bohatera w intymnej sytuacji z mężczyzną, które ma etycznie go skompromitować. W późniejszym Uroku wszetecznym (1996) tego reżysera: zwycięstwo moralne głównego bohatera, to wyzwolenie się spod dominacji molestującego go seksualnie hedonistycznego milionera-homoseksualisty (w tej roli Zbigniew Zapasiewicz). Homoseksualizm w jego filmach jest związany z relacjami władzy, z dominacją, przemocą, szantażem, wykorzystywaniem młodego przez starego (Paradygmat, Dotknięcie ręki), starego przez młodego (Urok wszeteczny) albo podwładnego przez przełożonego.
Andrzej Domalik w filmie Zygfryd z 1986 r. uczynił z homoseksualisty postać pierwszoplanową graną przez Gustawa Holoubka. Nie odbiega jednak ona daleko od stereotypu: starzejący się artysta i koneser sztuki, który wprowadza młodego chłopaka w świat ambitnej literatury, malarstwa i filozofii okazuje się być draniem, którego celem jest uwiedzenie. Na tym tle nakręcony tego samego roku Magnat w reż. Filipa Bajona odcina się wyraźnie jako jedyny film, w którym gej jest „trójwymiarową” postacią pierwszoplanową. Rolę Conrada, syna tytułowego magnata Hansa Heinricha, zagrali w nim Jan Englert i młody wówczas Rafał Wieczyński. W filmie znalazło się miejsce na młodzieńczą miłość chłopaka i dylematy dorastania. W końcu też to homoseksualista Conrad, jako jedyny z całej rodziny okazuje się patriotą.
Na tym tle zaskakująco neutralne podejście do postaci homoseksualnej można znaleźć w epizodzie serialu 07 zgłoś się. W odcinku pt. 24 godziny śledztwa (1978) grany przez Andrzeja Szalawskiego bohater jest opiekunem młodzieńca, podejrzewanego przez Borewicza o udział w napadzie. Troska opiekuna o młodego podopiecznego ma wydźwięk jednoznaczny, ale pokazane jest to dyskretnie; starszy opiekun nie jest deprawatorem, a chłopak wiedząc o skłonności opiekuna, dementuje seksualne relacje między nimi.
Na marginesie opisu polskiej filmografii wspomnieć należy o węgierskim filmie Inne spojrzenie z 1982 r. W tej historii o dwóch lesbijkach główne role zagrały polskie aktorki Jadwiga Jankowska-Cieślak i Grażyna Szapołowska. Film został wysoko oceniony i stał się kultowym dla środowiska lesbijek, a rola Jankowskiej-Cieślak została uhonorowana nagrodą aktorską na festiwalu w Cannes. Film osadzony został w Budapeszcie w 1958 roku. Jest opowieścią o romansie między Livią, próżną i nieskomplikowaną blondynką, żoną oficera i Evą, dziennikarką-intelektualistką i realistką, a przy tym zdeklarowaną lesbijką. Krytycy podkreślali taktowne i trafne połączenie polityki z wątkiem miłosnym, a także subtelność kreacji obu aktorek.

### Polski film współczesny
Nowy ustrój w Polsce i zniesienie cenzury nie przyniosły zmian w kinematografii w tematyce LGBT, a filmy, które w ciągu piętnastu lat podjęły ten temat są nieliczne. Kinematografia polska przełomu XX i XXI w. nie zajęła się tematem w wyrazisty sposób.
Kanwą Siedmiu przystanków na drodze do raju nakręconego w 2003 r. przez Ryszarda Macieja Nyczkę jest wyprawa dwóch lesbijek do miejsca świętego. Film jest oryginalnym ujęciem tematu pełnym metafizyki i alegorii. W Kochankach z Marony Izabelli Cywińskiej z 2005 r., nakręconych na podstawie prozy Jarosława Iwaszkiewicza, obserwujemy rywalizację uczuć homo i hetero do jednego mężczyzny. Komedia Homo Father w reż. Piotra Matwiejczyka z 2005 r. opowiada o dwóch żyjących wspólnie gejach, którzy zostali postawieni przed zaskakującą sytuacją – jeden z nich dowiedział się, że jest ojcem. Film, zdaniem reżysera, nie został zakupiony przez telewizję publiczną z powodu „kontrowersyjnej tematyki”. Film ostatecznie trafił do dystrybucji na rynki Niemiec, Austrii i Szwajcarii. W Polsce nie było zainteresowania prezentowaniem go szerszej widowni. Do pełnego obrazu nadmienić należy o dziełach z pogranicza filmu i performance: Alicji Żebrowskiej (Onone) i Katarzyny Kozyry (Boys i Lekcja tańca). Żadnego z wymienionych tytułów nie można zaliczyć do głównego nurtu filmowego.
W popularnych polskich telenowelach i serialach obyczajowych homoseksualista jest epizodycznym charakterem. W serialu W labiryncie z przełomu lat 80. i 90. gej to podejrzewany o pedofilię paser i bandyta, uśmiercony nożem po kilku odcinkach (postać antykwariusza Myszorka grana przez Andrzeja Mrowca). W Klanie pojawia się homoseksualista Rafał (Jacek Rozenek), młody i atrakcyjny szef agencji reklamowej. Jest on kolegą Agnieszki Lubicz, zaś jego orientacja seksualna budzi spore zdziwienie i lekką dezaprobatę u rodziców bohaterki. Poza tym fotograf Majka Barcz (Joanna Benda) próbuje podrywać Monikę (Izabela Trojanowska), co wywołuje u niej lekką traumę – dziewczyna jest jednak pokazana jako miła i sympatyczna postać. Później Ilona Górska (Anna Korcz), dawna kochanka Majki, usiłuje zniszczyć karierę Moniki, mszcząc się za „odebranie” jej kochanki. Kobieta jest pokazana jako postać zimna i nienawistna. W obu przypadkach orientacja seksualna kobiet wychodzi na jaw dopiero po pewnym czasie, gdy widz zdążył już poczuć sympatię bądź niechęć do ich postaci. W Na dobre i na złe i M jak miłość gej rozbija heteroseksualne pary. Przez romans z osobą tej samej płci heteroseksualista wpada w depresję (dotyczy to Mikołaja granego przez Roberta Janowskiego i Michała granego przez Pawła Okraskę). W polsatowskim serialu Samo życie od czasu do czasu pojawia się postać geja, który jest związany z redakcją tytułowej gazety. Gdy publicznie okazuje uczucia swojemu partnerowi, spotyka się ze zdziwionymi i niechętnymi spojrzeniami postaci, które dopiero co go poznały. Jego heteroseksualni znajomi starają się traktować go normalnie. W serialu Magda M. wprowadzono schematyczną postać geja Sebastiana (Bartłomiej Świderski), fotografa i najlepszego przyjaciela tytułowej bohaterki. Wyjątkiem jest również serial Miasteczko wyprodukowany przez TVN i nadawany w latach 2000–2001, w której jedną z głównych postaci jest Michał Małecki (Krzysztof Banaszyk), który otwarcie żyje razem ze swoim partnerem Jackiem (Dariusz Toczek), co naraża ich na różne nieprzyjemne reakcje ze strony mieszkańców, choć w rezultacie Michał powraca do życia heteroseksualisty. Od listopada 2009 w serialu Polsatu Pierwsza miłość pojawia się postać lesbijki Kai (Magdalena Mazur), która staje się obiektem pożądania jednego z głównych męskich bohaterów.
Nowością w polskim filmie poruszającym tematykę LGBT okazała się kinowa komedia z 2008 roku Lejdis, w której w jedną z ról drugoplanowych wciela się Piotr Adamczyk, grając geja, który zdradza żonę z innym mężczyzną – eurodeputowanym. Rok później na ekrany polskich kin wszedł film Idealny facet dla mojej dziewczyny, w którym poprzez zabawne sytuacje i gagi ukazana jest społeczność lesbijska Warszawy. W polsko-amerykańskiej koprodukcji pt. Mała wielka miłość (2008) postać homoseksualną odegrał Marcin Bosak, który wystąpił w roli Marcela, przystojnego gejowskiego przyjaciela głównej bohaterki, Warszawianki Joanny Malczak. Współczesnymi pozycjami z motywem gejowskim jako głównym wątkiem fabularnym są tytuły Senność (2008), Sala samobójców (2011), Płynące wieżowce (2013) i W imię... (2013).

### Polscy reżyserzy w obcych produkcjach
Odwagę w podejmowaniu tematu LGBT prezentuje natomiast polski reżyser pracujący w Czechach i USA, Wiktor Grodecki. Nie unika trudnych tematów, jak np. prostytucji homoseksualnej wśród praskich nastolatków. W 1996 r. powstał dokument Body Without Soul, a rok później oparty na nim film fabularny Mandragora. Za realizację tego drugiego osobiste gratulacje składał reżyserowi prezydent Czech, Václav Havel.
Produkcje polskiej reżyserki Agnieszki Holland realizowane we Francji i Niemczech również trudno zaliczyć do polskiej kinematografii. Przedstawiane w jej filmach postacie osób homoseksualnych są zarysowane w niestereotypowy sposób. W filmie Europa, Europa (1990) główny bohater filmu, nastoletni Sally, wcielony do Wehrmachtu zaprzyjaźnia się na froncie ze starszym żołnierzem. Ich przyjaźń cementuje ukrywanie swojej prawdziwej tożsamości: Sally jest Żydem, zaś żołnierz homoseksualistą. Film traktuje o prymacie instynktu samozachowawczego w brutalnej rzeczywistości nad poczuciem tożsamości rasowej, narodowej czy seksualnej. Natomiast pokazany w 1995 r. film Całkowite zaćmienie to pełna skrajnych emocji i odcieni życia opowieść o romansie dwóch wielkich francuskich XIX-wiecznych poetów – Arthura Rimbaud i Paula Verlaine’a (w tych rolach Leonardo DiCaprio i David Thewlis).

## Filmy dokumentalne
Wśród filmów dokumentalnych są takie, które zapisują historię ruchu emancypacyjnego LGBT zapoczątkowanego przez nowojorskie zamieszki w 1969 r. Before Stonewall (1985) zbiera anegdoty, historie i wydarzenia związane z zamieszkami w Stonewall, które zdążyły już obrosnąć w legendę. Film After Stonewall (1999) jest retrospekcją ruchu Gay Liberation od 1969 do współczesności. Głośny film Paragraf 175 sięga jeszcze wcześniej, przypominając w relacjach ostatnich żyjących świadków historię eksterminacji homoseksualistów dokonywaną przez niemieckich narodowych socjalistów. Filmowym dokumentem traktującym o polskim ruchu LGBT jest film Polskie Stonewall wyprodukowany w 2006 r. przez Fundację Równości z materiałów dostępnych w Internecie i stacjach telewizyjnych oraz amatorskich nagrań wideo.
Przeważającą część filmów dokumentalnych o tematyce LGBT stanową jednak te, które zajmują się aktualnymi problemami. W 1982 r. grupa brytyjskich nastolatków nakręciła głośny film dokumentalny Framed Youth: The Revenge of the Teenage Perverts będący obrazem problemów młodych gejów i lesbijek w Londynie lat 80. Film ten zdobył nagrodę przyznaną przez Brytyjski Instytut Filmowy za najlepszy dokument brytyjski dokument roku. Nakręcony w 2001 r. Drżąc przed Bogiem to przełomowy i przejmujący film o homoseksualistach w ortodoksyjnych i ultraortodoksyjnych społecznościach w Izraelu. Czują się oni Żydami i bardzo zależy im na przynależności do wspólnoty, która odrzuca ich tylko powodu preferencji seksualnych. Ludzie ci przeżywają dylemat: czy powinni postępować wbrew własnym przekonaniom, czy też żyć, ukrywając prawdę o sobie. Film Fundamenty rodziny (2002) to spojrzenie w społeczeństwo amerykańskie: kamera wkracza w życie kilku rodzin konserwatywnych chrześcijańskich działaczy, których dzieci okazały się homoseksualne. W serbskim filmie Iwan – nietolerancja (2002) poznajemy studenta z Belgradu, który ucieka z kraju ze strachu przed agresywną homofobią, a którego matka oświadczyła, że wolałaby syna gwałciciela lub podpalacza niż homoseksualistę. Amerykański film Licencja na zabijanie (1997) jest filmową eksploracją psychiki mężczyzn, których pogarda dla homoseksualizmu przywiodła do morderstwa. Z niezwykłym okrucieństwem (2005) przedstawia dramat transseksualistów zamkniętych w męskich więzieniach w USA.
Przy omawianiu motywów LGBT w filmie należy wspomnieć o filmie Pułapka z celuloidu z 1996 r., opowiadającym historię lesbijek i gejów w kinematografii, głównie w hollywoodzkich produkcjach, a który jest dobrą ilustracją prezentowanych zagadnień. Z kolei dokument Homoseksualna X muza (2006) to swoisty przegląd kinematografii LGBT.
W Polsce filmy dokumentalne dotyczące homofobii i dyskryminacji mniejszości seksualnych są prezentowane przy okazji przeglądów filmów dokumentalnych organizowanych cyklicznie od 2002 r. przez Helsińska Fundację Praw Człowieka w ramach Objazdowego Festiwalu Filmowego WATCH DOCS Prawa Człowieka w Filmie. Festiwal gości we wszystkich większych miastach w kraju (m.in. Warszawa, Gdańsk, Wrocław, Szczecin, Opole, Kielce). Reżyser Robert Gliński zrealizował w 2007 r. pełnometrażowy film dokumentalny o kilku polskich parach gejów i lesbijek żyjących w legalnych lub pół-legalnych związkach pt. Homo.pl. W 2008 zaprezentowano polski film dokumentalny Trans-misja traktujący o transseksualności.
W 2017 r. premierę miały dwa polskie filmy dokumentalne: średniometrażowy Moje jest inne opowiadający historie matek i ojców osób LGBT oraz Artykuł osiemnasty o braku możliwości sformalizowania związków jednopłciowych w Polsce, w którym wypowiadają się m.in. Maria Szyszkowska, Ewa Łętowska, Monika Płatek, Adam Bodnar, Jacek Kochanowski, Agnieszka Graff, Lew Starowicz, Renata Kim, Eliza Michalik, Jacek Dehnel, Tomasz Raczek i Agnieszka Holland.

## Filmowcy

### Reżyserzy podejmujący tematykę LGBT
Hiszpania
- Pedro Almodóvar (Prawo pożądania, Złe wychowanie, Labirynt namiętności, Pepi, Luci, Bom i inne dziewczyny z dzielnicy, Sexo va, sexo viene)

Kanada
- Xavier Dolan (Zabiłem moją matkę)

Stany Zjednoczone
- Kenneth Anger (Fireworks)

Wielka Brytania
- Terence Davies (Dzieci, Madonna z dzieciątkiem, Śmierć i przemienienie, Koniec długiego dnia, Neonowa Biblia)
- Derek Jarman (Edward II, Sebastian, Caravaggio, Wittgenstein, Ostatni Anglicy)

Francja
- Gaël Morel (Pełnym gazem, Trzej bracia, Les improbables)
- François Ozon (Czas, który pozostał, Sitcom, Letnia sukienka, Róża między nami, 5x2 pięć razy we dwoje)
- André Téchiné (Świadkowie, Dzikie trzciny, Złodzieje, Moja ulubiona pora roku, Nie całuję)
- Sébastien Lifshitz (Prawie nic, Wild Side, Les corps ouverts, Les terres froides, Na południe)

Izrael
- Etan Fox (Bańka mydlana, Yossi i Jagger, Spacer po wodzie, Przepustka)
- Ran Kotzer, twórca filmów dokumentalnych (Sipur Hiyuvi, Amos Gutman, Positive Life, Cause of Death: Homophobia)[39][40]

Włochy
- Ferzan Özpetek (Pod dobrą gwiazdą, Hamam. Łaźnia turecka, On, ona i on, Okna)

Argentyna
- Marco Berger (Nieobecny, Blondyn)

### Aktorzy nagrodzeni Oscarem za role LGBT
- 1985: William Hurt za rolę w filmie Pocałunek kobiety pająka,
- 1993: Tom Hanks za rolę w filmie Filadelfia,
- 1999: Hilary Swank za rolę w filmie Nie czas na łzy,
- 2002: Nicole Kidman za rolę w filmie Godziny,
- 2003: Charlize Theron za rolę w filmie Monster,
- 2005: Philip Seymour Hoffman za rolę w filmie Capote[9].
- 2009: Sean Penn za rolę amerykańskiego działacza LGBT w filmie Obywatel Milk
- 2012: Christopher Plummer za rolę w filmie Debiutanci
- 2019: Mahershala Ali za rolę w filmie Green Book, Olivia Colman za rolę w filmie Faworyta oraz Rami Malek za rolę w filmie Bohemian Rhapsody

Ponadto w 1976 r. nominowanymi do Oskara za rolę w filmie Pieskie popołudnie byli Al Pacino i Chris Sarandon grający gejowską parę bandytów. Do tej nagrody pretendowały również inne filmy z motywem LGBT, m.in. Priscilla, królowa pustyni (The Adventures of Priscilla, Queen of the Desert) i Trevor w 1995, czy Klatka dla ptaków (The Birdcage) w 1997.

## Festiwale i przeglądy filmowe
Większość metropolii w Europie zachodniej, Ameryce Północnej i Australii organizuje doroczne festiwale lub przeglądy filmów o tematyce LGTB. Pierwszy taki festiwal zorganizowano w 1977 w Los Angeles.

### Na świecie
- The Los Angeles Gay and Lesbian Film Festival
- The New York Lesbian & Gay Film Festival – od 1988
- The New York Lesbian and Gay Experimental Film/Video Festival
- Lesbian Film Festival w Nowym Jorku
- The Long Island Gay and Lesbian Film Festival
- BlinkFest: Sassy Gay & Lesbian Shorts
- Black LGBT Film Festival w San Francisco
- School of the Art Institute of Chicago Queer Film and Video Festival[42]
- North Carolina Gay & Lesbian Film Festival w Durham – od 1995 r. we wrześniu
- Asian Lesbian Film and Video Festival na Tajwanie – w sierpniu

### W Europie

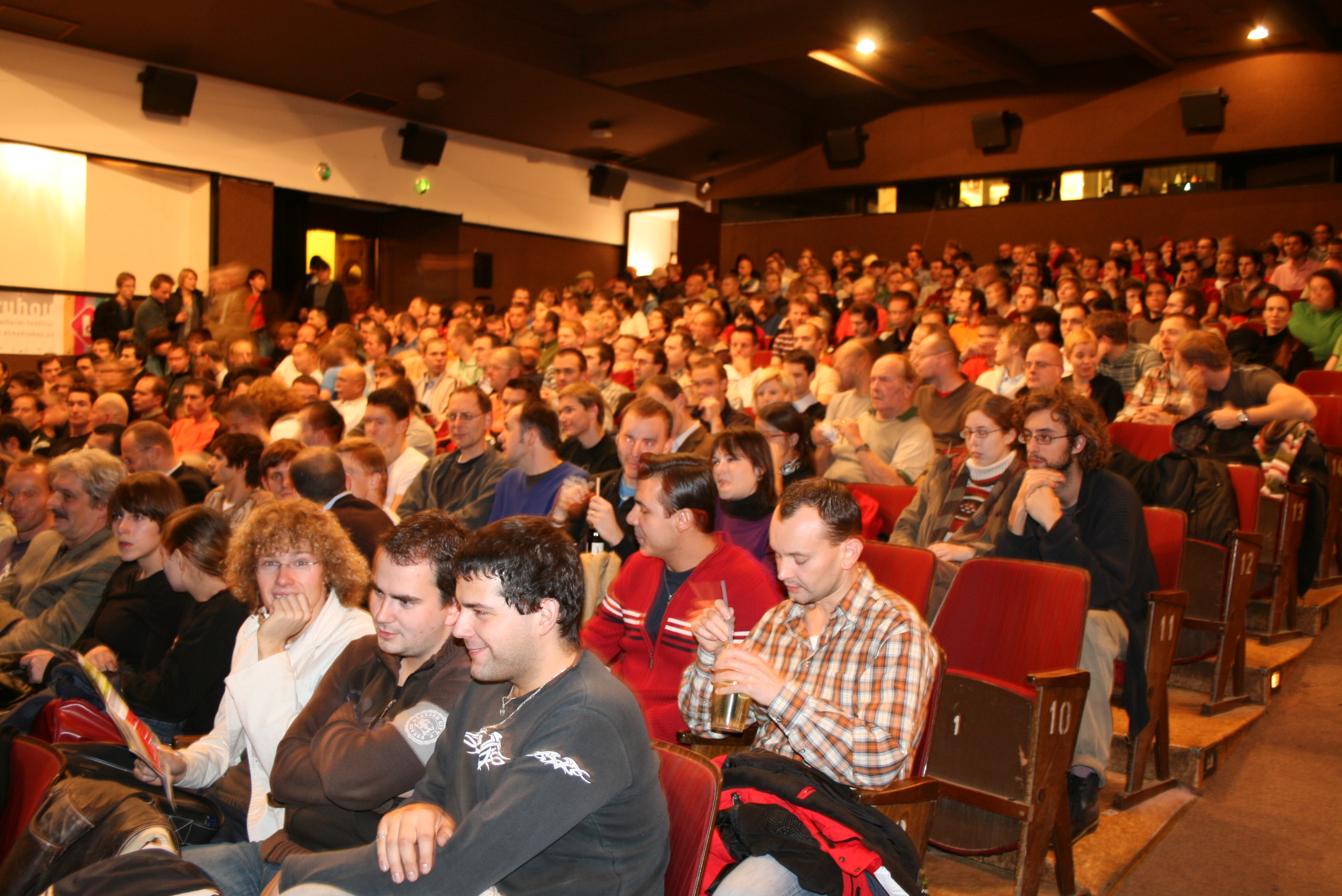
Publiczność czeskich „Mezipater” w 2007 r.

- Copenhagen Gay and Lesbian Filmfestival w Kopenhadze – od 1986 r. w październiku,
- Český Gay a Lesbický Filmový Festival „Mezipatra” w Pradze i Brnie – od 2000 r. na przełomie października i listopada,
- Festival del Cinema Gay Lesbico e Queer Culture w Mediolanie – od 1986 r. w czerwcu
- Lisbon Gay & Lesbian Film Festival w Lizbonie – od 1996 r., we wrześniu

### W Polsce
Cykliczne imprezy:
- Festiwal Kina LGBT „Pryzmat” w Warszawie – od 2006 r. w listopadzie
- Festiwal Kultura dla Tolerancji w Krakowie – od 2004 r. na przełomie kwietnia i maja
- Festiwal Filmu Queer w Łodzi – od 2006 r. w połowie października
- Festiwal Równości w Warszawie – od 2006 r. w maju
- LGBT Film Festival – od 2010 r. w kwietniu w Warszawie. W tym samych dniach festiwalowi towarzyszą „Przeglądy Filmów LGBT” w innych miastach Polski: Poznaniu, Łodzi, Katowicach oraz Gdańsku.

Filmy o tematyce LGBT można było oglądać w Polsce również na: Festiwalu Filmów Latynoamerykańskich w Warszawie, Warszawskim Międzynarodowym Festiwalu Filmowym, Festiwalu Filmy Świata „Ale Kino” i Planete Doc Review. Na festiwalu Era Nowe Horyzonty były prezentowane pełne retrospektywy takich reżyserów jak Pier Paolo Pasolini (2002) i Terence Davies (2008).